# Mohamed Ounajem
Mohamed Ounajem (in arabo محمد أوناجم‎?; al-Rashidiyya, 4 gennaio 1992) è un calciatore marocchino, attaccante dello Zamalek.

## Palmarès

### Club
| anno  | data         | lasciato      | entra       | mv     | tassa                                |
| ----- | ------------ | ------------- | ----------- | ------ | ------------------------------------ |
| 22/23 | Aug 9, 2022  | Zamalek       | Wydad AC    | €1.20m | trasferimento gratuito               |
| 21/22 | Jul 31, 2021 | Wydad AC      | Zamalek     | €1.30m | Fine del prestito                    |
| 20/21 | Jan 30, 2021 | Zamalek       | Wydad AC    | €1.30m | Commissione di prestito:80 mila euro |
| 19/20 | Jul 31, 2019 | Wydad AC      | Zamalek     | €975k  | €1.35m                               |
| 15/16 | Jul 1, 2015  | CA Khénifra   | Wydad AC    |        | €220k                                |
| 10/11 | Jul 1, 2010  | Khénifra Res. | CA Khénifra |        |                                      |

#### Competizioni nazionali
- Campionato marocchino: 2

Wydad Casablanca: 2016-2017, 2018-2019
- Coppa d'Egitto: 1

Zamalek: 2018-2019
- Supercoppa d'Egitto: 1

Zamalek: 2019

#### Competizioni internazionali
- CAF Champions League: 1

Wydad Casablanca: 2017
- Supercoppa CAF: 2

Wydad Casablanca: 2018
Zamalek: 2020